# Aggiungi un posto a tavola
Aggiungi un posto a tavola è una commedia musicale italiana in due atti di Garinei e Giovannini, scritta tra il 1973 e il 1974 con Iaia Fiastri, liberamente ispirata al romanzo Dopo di me il diluvio di David Forrest. Le musiche sono di Armando Trovajoli, le scene e i costumi di Giulio Coltellacci con le coreografie di Gino Landi.

## Trama
La storia inizia in un paese di montagna in cui don Silvestro, il parroco, organizza uno spettacolo musicale intitolato Aggiungi un posto a tavola. Una sera, dopo le prove, don Silvestro rimane da solo in canonica a parlare con il suo amico Toto. Questi, non sapendo minimamente cosa sia l'amore, non capisce ciò che don Silvestro cerca di spiegargli. Durante la conversazione irrompe in casa Clementina, una ragazza perdutamente innamorata di don Silvestro, che dice di volersi confessare per l'ennesima volta. In realtà, come tutte le altre volte, si tratta di un pretesto per stare un po' insieme al suo amato. Dopo la confessione Clementina torna a casa e don Silvestro riceve una sorprendente telefonata: è Dio che gli annuncia l'intenzione di mandare sulla Terra un secondo diluvio universale e di aver scelto il suo paese per ripopolare la Terra. Egli incarica pertanto don Silvestro di costruire un'arca per salvare tutti gli abitanti e gli animali del paese. Il Signore aggiunge che la notte successiva sarà destinata alla procreazione e tutti gli uomini dovranno giacere con le proprie mogli per generare figli.
Il giorno seguente il Signore, col suono delle campane, sveglia tutti i paesani, tra cui anche l'avido sindaco Crispino, padre di Clementina. Don Silvestro è costretto a spiegare la situazione, ma i suoi compaesani restano increduli. Dopo un miracolo, che permette a don Silvestro di suonare le campane con un semplice gesto del dito, tutti si ricredono e cercano di convincere il sindaco a fornire il legname per poter costruire l'arca. Crispino non ha alcuna intenzione di regalare il suo prezioso legname ma, avendo tutto il paese contro, cede e si dimette e, prima che possa chiamare i gendarmi, viene rinchiuso in un cascinale. Giunta sera, don Silvestro, che ha dimenticato a che cosa era destinata quella notte, incita tutti a cominciare i lavori per l'arca. Con l'aiuto del Signore e di una piacevole atmosfera romantica tutto va come dovrebbe, ma a ribaltare nuovamente la situazione è l'arrivo in paese di Consolazione, una donna di facili costumi, che invoglia tutti gli uomini a passare la notte con lei anziché con le loro mogli. Don Silvestro, disperato, chiede aiuto al Signore, il quale con un ennesimo miracolo restituisce a Toto la sua virilità per far sì che tenga occupata Consolazione mentre tutti gli altri uomini possono stare in pace con le loro donne. Adesso Toto vuole però rimettersi in pari e quindi, dietro consiglio di don Silvestro, chiede a Consolazione di sposarlo. La donna accetta, ma, avendo un passato burrascoso, non è bene accolta dagli altri abitanti. Don Silvestro cercherà invano di convincerli ad accettarla, ricordando loro il significato di Aggiungi un posto a tavola, cioè di saper perdonare. I paesani non cedono e vorrebbero abbandonare l'idea dell'arca. Sarà Clementina a far ripartire i lavori e a convincere tutti a sostenersi a vicenda, come fanno le piccole formiche.
Conclusa l'arca, arriva una spiacevole notizia: Crispino è fuggito dal cascinale e nessuno sa dove sia. Mentre il sindaco si nasconde dietro la statua di San Crispino, santo e protettore del paese, tutti lo cercano disperatamente, soprattutto Ortensia, sua moglie. Don Silvestro, per evitare che i paesani si agitino, li tranquillizza, incoraggiandoli a continuare con i preparativi.
Nel frattempo Crispino riesce a contattare le forze dell'ordine e, per evitare di essere scoperto da Consolazione a causa della sua allergia alle candele, si spaccia per la voce del santo e le annuncia che il diluvio non ci sarà e le chiede di avvertire tutti quanti. Don Silvestro, che ha assistito alla scena e riconosciuto la voce del sindaco, fa però intendere a Consolazione che, se lei rivelasse le parole di Crispino, molto probabilmente Toto non la sposerebbe più. La donna, quindi, decide di tenere la bocca chiusa. Tutto fila liscio come dovrebbe e in quella seconda sera don Silvestro comincia a far salire tutti gli animali sull'arca. Subito dopo arriva Clementina, che gli rivela finalmente il suo amore, ma lui le ricorda che non può stare insieme a lei per via del celibato ecclesiastico. Don Silvestro, tuttavia, si lascia un po' andare e bacia Clementina. Costretto ad affrontare nuovamente il Signore, scopre che anche Lui è contrario al celibato dato che, avendo inventato un modo nuovo per procreare, non vede perché dovrebbe vietarlo proprio ai suoi "collaboratori diretti". Dopo il diluvio le cose, però, cambieranno e don Silvestro potrà stare con Clementina.
Al matrimonio di Toto e Consolazione il sindaco Crispino viene infine smascherato e sorvegliato in canonica dove, parlando al telefono con il Signore, viene fulminato e, spaventato, prega don Silvestro di farlo salire sull'arca. Tutti si affrettano a partire e salutano la terra, ma proprio al momento di salire sull'arca arriva inaspettatamente il cardinale, inviato da Roma per invogliare tutti, tranne Clementina, a non credere più a don Silvestro, accusato di follia.
Nel frattempo scoppia il diluvio e tutti cercano invano di salire sull'arca. Grazie all'intervento di don Silvestro per salvare i suoi amici, il Signore decide di far cessare la pioggia. La commedia si conclude quando tutti siedono a tavola a brindare. È per Lui che è stato aggiunto un posto a tavola.

## Personaggi
- Don Silvestro: parroco sempre molto paziente e disponibile: Dio gli assegnerà il compito di costruire un'arca su cui far salire tutti i suoi parrocchiani per salvarli da un imminente diluvio universale.
- Clementina: figlia del sindaco, innamoratissima di don Silvestro tenterà sino alla fine di conquistarlo, ricorrendo anche ai consigli di Consolazione.
- Crispino: sindaco del paese, sempre in conflitto con don Silvestro e molto attaccato ai soldi: vorrebbe far parte del coro della parrocchia ma è stonato.
- Consolazione: personaggio femminile su cui ruota tutto il significato morale della storia, ovvero l'accettazione e il perdono per coloro che hanno commesso degli errori (Aggiungi un posto a Tavola). Consolazione è una donna di "facili costumi" che arriva nel paese a "distrarre" i mariti dal compito assegnato loro da Dio, suscitando naturalmente le ire delle mogli e facendo preoccupare molto il povero don Silvestro.
- Toto: un ragazzo semplice e ingenuo che non ha mai conosciuto l'amore ma che, grazie a un miracolo, si innamorerà e farà innamorare di sé Consolazione, redimendola dal peccato e portandola con sé sull'arca.
- Ortensia: moglie del sindaco, un po' petulante ma di buon cuore.
- Cardinale: l'Eminenza inviata dal Vaticano per mettere a tacere don Silvestro, accusato di follia visionaria.
- La voce di lassù: voce fuori campo, grave, potente e imperiosa. È lui che incarica don Silvestro di costruire l'arca.

## Cast italiano
| Personaggi       | 1ª Edizione      | 2ª Edizione      | 3ª Edizione        | 4ª Edizione                 | 4ª Edizione                 | 5ª Edizione                 | 6ª Edizione                           | 6ª Edizione                           | 6ª Edizione                           | 7ª Edizione      | 7ª Edizione      | 7ª Edizione      | 7ª Edizione      | 8ª Edizione          |
| Personaggi       | Cast 1974        | Cast 1978        | Cast 1990          | Cast 2002                   | Cast 2003                   | Cast 2009/2010/2011         | Cast 2013                             | Cast 2014                             | Cast 2015/2016                        | Cast 2017/2018   | Cast 2018/2019   | Cast 2019/2020   | Cast 2021/2022   | Cast 2024            |
| ---------------- | ---------------- | ---------------- | ------------------ | --------------------------- | --------------------------- | --------------------------- | ------------------------------------- | ------------------------------------- | ------------------------------------- | ---------------- | ---------------- | ---------------- | ---------------- | -------------------- |
| Don Silvestro    | Johnny Dorelli   | Johnny Dorelli   | Johnny Dorelli     | Giulio Scarpati             | Giulio Scarpati             | Gianluca Guidi              | Gabriele De Guglielmo                 | Gabriele De Guglielmo                 | Gabriele De Guglielmo                 | Gianluca Guidi   | Gianluca Guidi   | Gianluca Guidi   | Gianluca Guidi   | Giovanni Scifoni     |
| Consolazione     | Bice Valori      | Bice Valori      | Alida Chelli       | Chiara Noschese             | Chiara Noschese             | Marisa Laurito              | Jacqueline Maria Ferry                | Simona Patitucci                      | Simona Patitucci                      | Emy Bergamo      | Emy Bergamo      | Lorenza Mario    | Lorenza Mario    | Lorella Cuccarini    |
| Sindaco Crispino | Paolo Panelli    | Paolo Panelli    | Carlo Croccolo     | Enzo Garinei                | Enzo Garinei                | Enzo Garinei                | Tommaso Barnabeo                      | Enzo Garinei                          | Fabrizio Angelini                     | Marco Simeoli    | Marco Simeoli    | Marco Simeoli    | Marco Simeoli    | Marco Simeoli        |
| Clementina       | Daniela Goggi    | Jenny Tamburi    | Tania Piattella    | Martina Stella              | Margot Sikabonyi            | Valentina Cenni             | Arianna Bergamaschi                   | Carolina Ciampoli                     | Carolina Ciampoli                     | Beatrice Arnera  | Camilla Nigro    | Camilla Nigro    | Camilla Nigro    | Sofia Panizzi        |
| Toto             | Ugo Maria Morosi | Ugo Maria Morosi | Adriano Pappalardo | Max Giusti                  | Max Giusti                  | Marco Simeoli               | Gaetano Cespa                         | Gaetano Cespa                         | Gaetano Cespa                         | Piero Di Blasio  | Piero Di Blasio  | Piero Di Blasio  | Renato Crudo     | Francesco Zaccaro    |
| Ortensia         | Christy          | Christy          | Christy            | Christy                     | Christy                     | Titta Graziano              | Brunella Platania                     | Serena Segoloni                       | Brunella Platania                     | Francesca Nunzi  | Francesca Nunzi  | Francesca Nunzi  | Francesca Nunzi  | Francesca Nunzi      |
| Cardinale        | Carlo Piantadosi | Carlo Piantadosi | Carlo Piantadosi   | Franco Ricchio              | Franco Ricchio              | Andrea Carli                | Leonardo Antonelli / Guido Camillotti | Leonardo Antonelli / Guido Camillotti | Leonardo Antonelli / Guido Camillotti | Stefano Di Lauro | Stefano Di Lauro | Stefano Di Lauro | Stefano Di Lauro | Alessandro Di Giulio |
| La voce di Lassù | Renato Turi      | Renato Turi      | Riccardo Garrone   | Renato Turi (registrazione) | Renato Turi (registrazione) | Renato Turi (registrazione) | Sebastiano Nardone                    | Tommaso Di Giorgio                    | Tommaso Di Giorgio                    | Enzo Garinei     | Enzo Garinei     | Enzo Garinei     | Enzo Garinei     | Enzo Garinei         |

## Canzoni

### Atto Primo
- Aggiungi un posto a tavola
- Peccato che sia peccato
- Sono calmo
- Concerto per prete e campane
- Buttalo via
- Notte da non dormire
- Consolazione
- Notte da non dormire (ripresa)
- L'amore secondo me
- Una formica è solo una formica

### Atto Secondo
- La ballata di San Crispino
- Peccato che sia peccato (ripresa)
- Clementina
- Ti voglio
- Quando l'arca si fermerà
- L'amore secondo me (ripresa)
- Aggiungi un posto a tavola (finale)

## Storia
Tra il 1973 e il 1974, Pietro Garinei e Sandro Giovannini scrissero con Iaia Fiastri un soggetto ispirato al romanzo After me the Deluge ovvero "Dopo di me il diluvio" di Forrest, affidando la composizione delle musiche ad Armando Trovajoli, il grande jazzista romano che, dagli anni '50 in poi, si era specializzato in colonne sonore.
Il costo complessivo della messa in scena dello spettacolo era molto alto, circa 250 milioni di lire, impiegati soprattutto per la realizzazione delle magnifiche scenografie in legno, montate sul palcoscenico girevole del "Sistina". Di particolare effetto furono le scene della costruzione dell'arca e del diluvio.
Lo spettacolo ebbe il suo titolo a pochi giorni dal debutto, in seguito a una votazione della compagnia, che preferì Aggiungi un posto a tavola a La bis bisarca e a Concerto per prete e campane.

### Edizione 1974
La prima edizione di Aggiungi un posto a tavola (musica: Armando Trovajoli; arrangiamenti: maestro Renato Serio; scene e costumi: Giulio Coltellacci; coreografie: Gino Landi)
debuttò al teatro Sistina di Roma l'8 dicembre 1974, dopo settanta giorni di prove. Lo spettacolo fu premiato dal pubblico e rimase in scena al Sistina per ben sei mesi, tutta una stagione, cosa che non era mai avvenuta prima.
Il cast della prima edizione era formato da:
- Johnny Dorelli: Don Silvestro
- Paolo Panelli: il Sindaco
- Bice Valori: Consolazione
- Ugo Maria Morosi: Toto
- Daniela Goggi: Clementina
- Christy: Ortensia
- Carlo Piantadosi: Il cardinale
- Renato Turi: La Voce di Lassù

con direttore d'orchestra Angel 'Pocho' Gatti.

### Edizione 1977
Nel 1977 la seconda edizione.
Il cast della seconda edizione era formato da:
- Johnny Dorelli: Don Silvestro
- Paolo Panelli: il Sindaco
- Bice Valori: Consolazione
- Ugo Maria Morosi: Toto
- Jenny Tamburi: Clementina
- Christy: Ortensia
- Carlo Piantadosi: il cardinale
- Renato Turi: La Voce di Lassù

con il cast quasi immutato: unica variazione Jenny Tamburi al posto di Daniela Goggi nel ruolo di Clementina.
Un'altra stagione in Italia, quindi, negli anni seguenti, a Londra, Vienna, Lubecca, Madrid, Barcellona, Valencia, Buenos Aires, Santiago del Cile, Città del Messico, Caracas e San Paolo.
A Londra il musical (il titolo liberamente tradotto era Beyond the Rainbow) non ebbe lo stesso successo, perché lì era poco sentito il tema centrale del celibato dei preti, che dava luogo a diversi siparietti durante lo spettacolo; inoltre Johnny Dorelli dovette essere sostituito, perché investito da un taxi durante le repliche.

### Edizione 1990
La terza edizione, la più celebre in assoluto e trasmessa anche dalla RAI, debuttò il 9 marzo 1990, al Teatro Carcano di Milano, con il seguente cast:
- Johnny Dorelli: Don Silvestro
- Carlo Croccolo: il Sindaco
- Alida Chelli: Consolazione
- Adriano Pappalardo: Toto
- Tania Piattella: Clementina
- Christy: Ortensia
- Carlo Piantadosi: Il cardinale
- Riccardo Garrone: La Voce di Lassù - Garrone ha sostituito Renato Turi, per la morte di quest'ultimo.

### Edizione 2002
La quarta edizione andò in scena a partire dal 17 dicembre 2002 al Teatro Nazionale con questo cast:
- Giulio Scarpati: Don Silvestro
- Chiara Noschese: Consolazione
- Enzo Garinei: il Sindaco
- Max Giusti: Toto
- Martina Stella, poi sostituita da Margot Sikabonyi: Clementina
- Christy: Ortensia
- Franco Ricchio: il cardinale
- Renato Turi: La voce di Lassù (registrazione)

### Edizione 2009-2010-2011
La quinta edizione dello spettacolo è andata in scena il 2 dicembre 2009, con repliche fino al 10 gennaio 2010, al teatro Sistina di Roma (in occasione del sessantennale del teatro) per proseguire le repliche nel resto d'Italia fino al 20 marzo 2010 e, visto il grande successo, anche nella stagione successiva da novembre 2010 ad aprile 2011.
La regia è quella originale di Pietro Garinei e Sandro Giovannini ma con la ripresa teatrale di Gino Landi e la supervisione di Johnny Dorelli.
Il cast è il seguente:
- Gianluca Guidi: Don Silvestro
- Marisa Laurito: Consolazione
- Enzo Garinei: il Sindaco
- Marco Simeoli: Toto
- Valentina Cenni: Clementina
- Titta Graziano: Ortensia
- Andrea Carli: il cardinale
- Renato Turi: La voce di Lassù (registrazione)

### Edizione 2013
La sesta edizione dello spettacolo è andata in scena dal 18 aprile 2013, al "Teatro Fenaroli" di Lanciano in Anteprima Nazionale, per proseguire le repliche nel resto d'Italia fino al 2014.
Regia e coreografie riprodotte da Fabrizio Angelini rispettando fedelmente quella originale di Pietro Garinei e Sandro Giovannini. Scenografie di Gabriele Moreschi e Costumi di Maria Sabato. Opera messa in scena dalla "Compagnia dell'Alba" di Ortona (CH)
Il cast è il seguente:
- Gabriele De Guglielmo: Don Silvestro
- Jacqueline Ferry: Consolazione
- Tommaso Bernabeo/Enzo Garinei: il Sindaco
- Gaetano Cespa: Toto
- Arianna Bergamaschi/Carolina Ciampoli: Clementina
- Brunella Platania: Ortensia
- Sebastiano Nardone/Tommaso Di Giorgio: La voce di Lassù

### Edizione 2017-2018-2019
La settima edizione dello spettacolo ha debuttato il 12 ottobre 2017 (fino al 26 novembre) al Teatro Brancaccio di Roma, ripresa anche la stagione successiva dal 22 novembre fino al 6 gennaio 2019, dato l’enorme successo, per poi proseguire il tour in giro per l'Italia: Genova, Napoli e Bologna, Firenze, Milano, Catania, Messina, Torino...
Regia teatrale originale di Garinei&Giovannini, coreografie di Gino Landi; la direzione musicale di Maurizio Abeni con la ripresa teatrale di Gianluca Guidi.
Ecco il cast della settima edizione:
- Gianluca Guidi: Don Silvestro
- Emy Bergamo: Consolazione
- Beatrice Arnera (2017-2018)/Camilla Nigro (2018-2019): Clementina
- Piero Di Blasio: Toto
- Marco Simeoli: sindaco Crispino
- Francesca Nunzi: Ortensia
- Enzo Garinei: la voce di Dio

### Edizione 2019-2020-2022
L'edizione seguente di Aggiungi un posto a tavola iniziò il 7 novembre 2019 al Teatro Carlo Felice di Genova. Poi partì un tour in diversi teatri italiani arrivando il 18 dicembre al Teatro Brancaccio di Roma fino al 6 gennaio 2020. In seguito ci fu un'altra tournée in altri teatri italiani.
Il cast di quest'edizione è il seguente:
- Gianluca Guidi: Don Silvestro
- Lorenza Mario: Consolazione
- Camilla Nigro: Clementina
- Piero Di Blasio (2019-2020)/Renato Crudo (2021-2022): Toto
- Marco Simeoli: sindaco Crispino
- Francesca Nunzi: Ortensia
- Enzo Garinei: la voce di Dio

### Edizione 2024
L'ultima edizione di Aggiungi un posto a tavola è iniziata con un'anteprima il 3 marzo 2024 al Teatro La Fenice di Senigallia, per poi spostarsi a Milano per tutto il mese di marzo e a Torino ad aprile, per poi approdare al Teatro Brancaccio di Roma nel dicembre dell'anno. In seguito è prevista una lunga  tournée in altri teatri italiani.
Il cast di quest'edizione è il seguente:
- Giovanni Scifoni: Don Silvestro
- Lorella Cuccarini: Consolazione
- Sofia Panizzi: Clementina
- Francesco Zaccaro: Toto
- Marco Simeoli: sindaco Crispino
- Francesca Nunzi: Ortensia (Consolazione in alcune repliche)
- Enzo Garinei: la voce di Dio